# Ніжинська вулиця (Київ)
Ні́жинська ву́лиця — вулиця в Солом'янському районі міста Києва, місцевість Караваєві дачі. Пролягає від Борщагівської вулиці до Відрадного проспекту і Гарматної вулиці.
Прилучаються вулиці Тетянинська, Слов'янська, Миколи Голего та Комбайнерів.

## Історія
Вулиця виникла на початку XX століття під сучасною назвою.
У різні часи в Києві назву Ніжинська мали також нинішні вулиці Різницька, Чорногірська та Янки Купали.